# HK Lipieck
HK Lipieck (ros. ХК Липецк) – rosyjski klub hokejowy z siedzibą w Lipiecku.
Do końca sezonu 2009/2010 drużyna występowała w Wysszaja Liga. Do 2013 występowała w rozgrywkach Rossijskaja Chokkiejnaja Liga (RHL). 30 maja 2013 został przyjęty do rozgrywek Wysszaja Chokkiejnaja Liga.
HK Lipieck został klubem farmerskim Siewierstali Czerepowiec.
Drużyną juniorską klubu został MHK Elta, której trenerami zostali Władisław Jakowienko i Michaił Biełobragin.
Po sezonie Wysszaja Chokkiejnaja Liga (2014/2015) klub został wycofany z ligi WHL.

## Dotychczasowe nazwy
- Mietałłurg Lipieck (1979–1980)
- Traktor Lipieck (1980–1992)
- Russkij Wariant Lipieck (1992–1994)
- HK Lipieck (od 1994)

## Sukcesy
- Mistrzostwo Wysszaja Liga: 1998

## Zawodnicy
Wychowankami klubu był Michaił Bałandin (zmarły) i Dienis Tiurin. Ponadto w zespole występowali m.in. Andriej Koszkin, Aleksandr Kuklin, Andriej Gawrilin, Aleksiej Miedwiediew, Gleb Klimienko, Jewgienij Dubrowin, Siergiej Pajor, Dzianis Hrot, Michaił Biełobragin, Igor Skorochodow, Andriej Gawriłow.